# Cas Goossens
Casimir (Cas) Roger Goossens (Itegem, 13 augustus 1937) is een voormalige Belgisch radio- en televisiejournalist voor de BRTN en was van 1986 tot 1996 administrateur-generaal van de BRTN.

## Levensloop
Cas Goossens volgde Grieks-Latijnse Humaniora aan het Klein Seminarie van Hoogstraten (1948-1955). Hij kwam al tijdens zijn studie Germaanse Filologie aan de Katholieke Universiteit Leuven (1955-1959) bij de openbare omroep terecht (als tijdelijk verslaggever voor EXPO '58). Hij zou er, na het behalen van zijn licentiaatsdiploma en na zijn legerdienst (toen hij Soldatenhalfuurtje op de radio presenteerde), zijn hele professionele loopbaan blijven werken, eerst als radio- en tv-journalist (1961-1975), daarna als directeur van het algemeen secretariaat (1975-1986) (waar hij Jan De Laet verving) en ten slotte als administrateur-generaal (1986-1996). Bij deze werd Marc Gevaert het nieuwe hoofd van de algemene directie. In 1991 veranderde de naam BRT in BRTN, waarbij de 'N' naar Nederlands verwijst. In 1996 volgde Bert De Graeve hem op als gedelegeerd bestuurder. Goossens kreeg een functie als vertegenwoordiger van de omroep bij onder meer de Europese Radio-unie.
Als journalist stond hij mee aan de wieg van het erg gewaardeerde radiomagazine Actueel (dat bijna veertig jaar lang is blijven bestaan).Via Actueel kreeg hij contact met de correspondent in Nederland Kees Middelhoff  met wie hij jarenlang bevriend bleef en reizen naar Vlaanderen organiseerde voor familie en vrienden.  Hij specialiseerde zich ook (vooral onder invloed van de Nederlandse Nobelprijswinnaar Jan Tinbergen) in de problematiek van de derde wereld. Uit die belangstelling kwam het boek Open brief aan rijke mensen voort (Lannoo, Tielt 1973), waarin hij ontwikkelingssamenwerking ook voor het westen als een verstandige politiek van welbegrepen eigenbelang ziet. Later hielp hij, als ondervoorzitter van de Europese Radio-unie, de internationale tv-zender Eurosport opstarten, waarvan hij de eerste voorzitter was (1988-1996).
Na zijn vertrek uit de omroep (1996) publiceerde hij zijn ideeën over radio en televisie in Vlaanderen (Davidsfonds, Leuven 1998). Hierin vertelt hij over de geschiedenis van de openbare omroep en de opkomst van de commerciële zender VTM. Hij bleef de ontwikkelingen in de wereld van de communicatie op de voet volgen en publiceerde De macht van de media: De markt is de baas (Van Halewijck, Leuven 2009). Voortdurend pleit hij ervoor dat de media zich niet helemaal door puur commerciële belangen zouden laten meeslepen.
Tussendoor had hij tijd gevonden voor een verhaal dat hem altijd na aan het hart heeft gelegen: Bij ons in 't dorp. Landelijk leven in het Vlaanderen van een halve eeuw geleden (eerste druk  Elsevier 1986, vijfde druk Van Halewijck 2002, zesde druk Uniboek 2009). Daarin kijkt de auteur met genegenheid terug naar zijn kinderjaren in het dorp van zijn jeugd. 
In 2012 verscheen zijn boek Van Brugge naar La Palma bij Lannoo. Het is een Nederlandse bewerking van het Spaanse boek De Brujas a La Palma, het verhaal van de Bruggeling Luis Vandewalle el Viejo die in de 16e eeuw naar de Canarische eilanden trok en daar een zo belangrijke rol speelde dat zijn naam nu nog overal in het straatbeeld van Santa Cruz de La Palma opduikt.
In 2017 werd hij Commandeur in de Kroonorde.
Cas Goossens is gehuwd en heeft twee kinderen.

## In de populaire cultuur

### Bart Peeters' imitatie
Goossens werd meermaals geïmiteerd door Bart Peeters in het radioprogramma Het Leugenpaleis (1988-1998). Aan het slot van elke uitzending ging Hugo Matthysen naar het bureau van Goossens, die toen nog baas van de BRTN was. Goossens hield er zich bezig met "zijn papieren goed te leggen voor maandag". Peeters speelde Goossens als een overenthousiaste man die zich in plat dialect uitdrukte. Hij sprak Matthysen steevast aan met de woorden "Haaa, den Hugo se!" en noemde hem "Matthysens". Geregeld liet Goossens stukjes fictieve radio-uitzendingen horen die hij destijds met Eugène Flagey had gemaakt. Dit radioprogramma van weleer heette De Floeren Portemonnee: een parodie op de televisie uit de jaren 50. Het fragment uit Het Leugenpaleis waarin Peeters als Goossens over De Floeren Portemonnee praat werd in 2007 tot "grappigste radiomoment" gekozen.
Later speelde Peeters hem met valse neus en pruik in Mark Uytterhoevens televisieprogramma Morgen Maandag (1993). Dit moment werd legendarisch toen Bart Peeters het publiek uitnodigde het lied "Konijn met Pruimen" te zingen, een lied dat Peeters in zijn gedaante als Cas Goossens in Het Leugenpaleis al zong. 
Toen Goossens in 1996 met pensioen ging, kreeg Peeters' typetje een nieuwe naam en een ander uiterlijk: "Jos Bosmans". Voor de rest is Jos Bosmans exact hetzelfde soort personage. 
In een ander programma van Uytterhoeven; Alles komt terug (2001) verscheen Peeters in de eerste uitzending opnieuw als Goossens. De echte Goossens was toen ook te gast.
In 2020 was Peeters als Cas Goossens de speciale gast in de 400ste aflevering van Winteruur, het programma van Wim Helsen.

### In "Nero"
In het Nero-album De Pijpeplakkers (1964-1965) doen Nero, Meneer en Madam Pheip alsof ze op tv verschijnen. Madam Pheip kondigt "de reporters van vanavond" aan: "Cas Goossens, Miel Lauw en meneer Pheip." (strook 2). 
- Digitale Bibliotheek voor de Nederlandse Letteren: goos026
- International Standard Name Identifier: 0000 0000 3329 8115
- Library of Congress Control Number: n2001024238
- Nederlandse Thesaurus van Auteursnamen: 074804952
- Virtual International Authority File: 36258905
- WorldCat: E39PBJrrwRjWD9dxPPWyp94Xh3